# Siphateles
Siphateles es un género de peces de la familia Cyprinidae. Fue descrito por Edward Drinker Cope en 1883.

## Especies
- Siphateles alvordensis C. L. Hubbs y R. R. Miller, 1972
- Siphateles bicolor (Girard, 1856)
- Siphateles bicolor bicolor (Girard, 1856)
- Siphateles bicolor isolata C. L. Hubbs y R. R. Miller, 1972
- Siphateles bicolor mohavensis (Snyder, 1918)
- Siphateles bicolor obesa (Girard, 1856)
- Siphateles bicolor pectinifer (Snyder, 1917)
- Siphateles bicolor snyderi R. R. Miller, 1973
- Siphateles bicolor vaccaceps F. T. Bills y C. E. Bond, 1980
- Siphateles boraxobius J. E. Williams y C. E. Bond, 1980